# Aloysius Bertrand
Louis Jacques Napoléon Bertrand, més conegut com a Aloysius Bertrand (1807-1841), va ser un poeta romàntic francès. És famós per haver introduït la prosa poètica en la literatura francesa, i és considerat el precursor de la poesia simbolista. La seva obra mestra ésla col·lecció de poemes en prosa, Gaspard de la Nuit publicat posthumament el 1842; tres dels seus poemes van ser adaptats a suite de piano per Maurice Ravel el 1908.

## Traduccions al català
- Gaspar de la Nit. Traducció de Paulí Arenes i Sampera. Martorell: Adesiara editorial, 2018

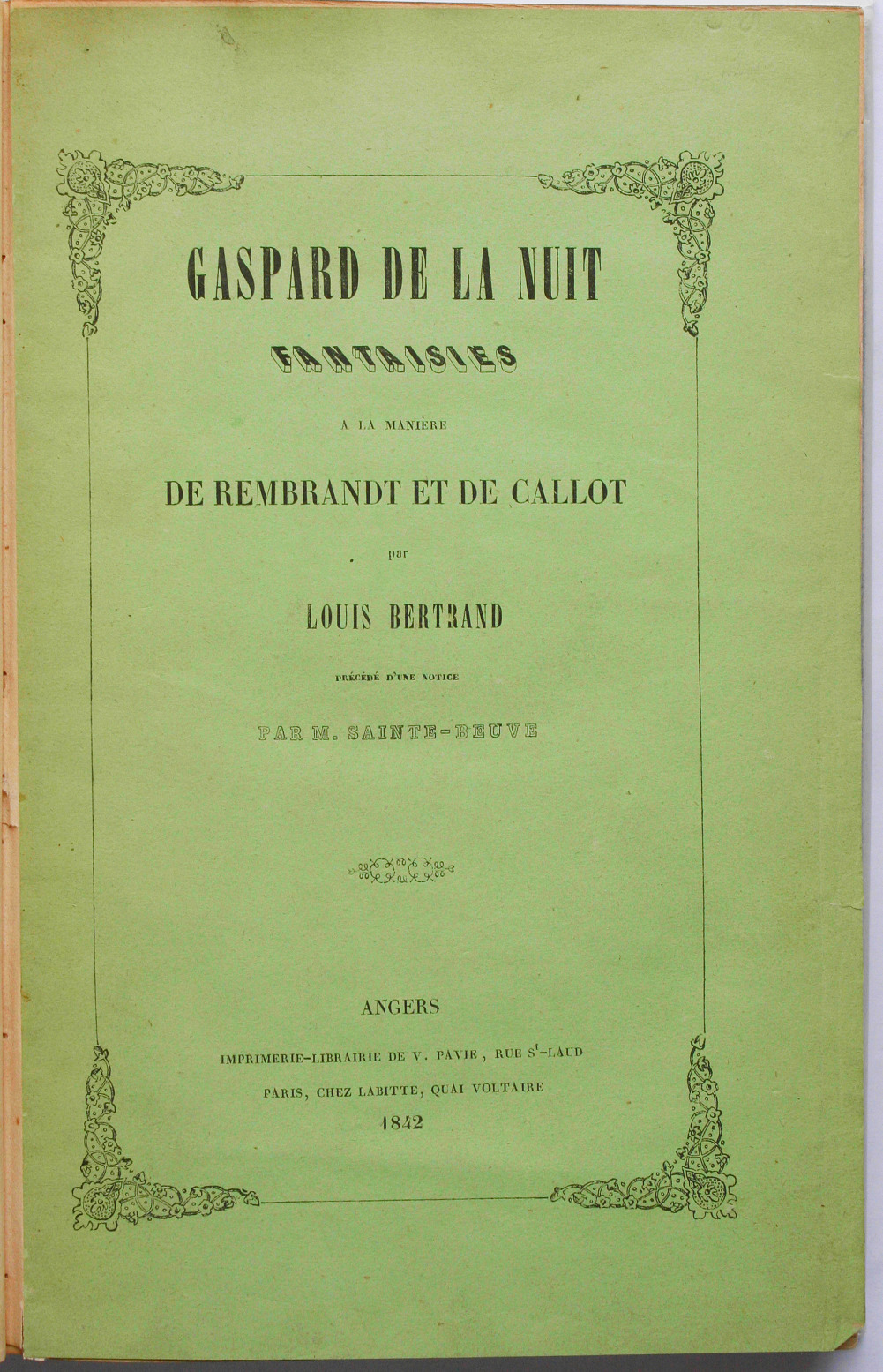
Portada de la primera edició de Gaspard de la nuit